# Championnats du monde de duathlon longue distance 2016
Navigation
Édition précédente Édition suivante
Les championnats du monde de duathlon longue distance 2016 sont organisés par la fédération internationale de triathlon. Ils  se sont déroulés à Zofingen en Suisse le 3 septembre 2016. C'est l'épreuve longue distance du Powerman Duathlon qui sert de support à ce championnat du monde pour la dixième fois de son histoire.

## Distances parcourues
| Distances course (kilomètres) | Distances course (kilomètres) | Distances course (kilomètres) |
| Course à pied                 | Cyclisme                      | Course à pied                 |
| ----------------------------- | ----------------------------- | ----------------------------- |
| 10                            | 150                           | 30                            |

### Palmarès
Les tableaux présentent les résultats du championnat,.
| Rang               | Athlète       | Pays      | Temps           |
| ------------------ | ------------- | --------- | --------------- |
| Médaille d'or      | Seppe Odeyn   | Belgique  | 6 h 23 min 43 s |
| Médaille d'argent  | Felix Köhler  | Allemagne | 6 h 28 min 55 s |
| Médaille de bronze | Søren Bystrup | Danemark  | 6 h 25 min 35 s |

| Rang               | Athlète          | Pays        | Temps           |
| ------------------ | ---------------- | ----------- | --------------- |
| Médaille d'or      | Emma Pooley      | Royaume-Uni | 7 h 6 min 16 s  |
| Médaille d'argent  | Nina Brenn       | Suisse      | 7 h 17 min 17 s |
| Médaille de bronze | Susanne Svendsen | Danemark    | 7 h 31 min 42 s |